# Imre Frivaldszky
Imre Frivaldszky o Emerich von Frivald (6 de febrero de 1799, Bačkov, Eslovaquia-3 de abril de 1870, Jobbágy) fue un médico, botánico, y entomólogo húngaro. Entre 1833 a 1845, organizó y financió cuatro expediciones a la península de los Balcanes, pero no participó. Sus asistentes trajeron colecciones botánicas y zoológicas a Hungría.
Fue conservador del Museo Nacional de Budapest entre 1822 y 1851. Publicó extensamente sobre Lepidoptera y Coleoptera. Muchas de sus colecciones se encuentran en el Museo de Historia Natural de Pisa.

## Honores

### Epónimos
- (Euphorbiaceae) Euphorbia frivaldszkyana Dörfl. & Degen ex Halácsy[1]
- (Fabaceae) Cytisus frivaldszkyanus Degen[2]
- (Fabaceae) Chamaecytisus frivaldszkyanus (Degen) Kuzmanov[3]
- (Lamiaceae) Clinopodium frivaldszkyanum (Degen) Bräuchler & Heubl[4]
- (Lamiaceae) Zygis frivaldszkyana Degen[5]

- La abreviatura «Friv.» se emplea para indicar a Imre Frivaldszky como autoridad en la descripción y clasificación científica de los vegetales.[6]

## Fuente
- Zander, R.; Encke, F.; Günther Buchheim, Siegmund Seybold. Handwörterbuch der Pflanzennamen. 13. Auflage. Ulmer Verlag, Stuttgart 1984, ISBN 3-8001-5042-5.